# قنب هندي

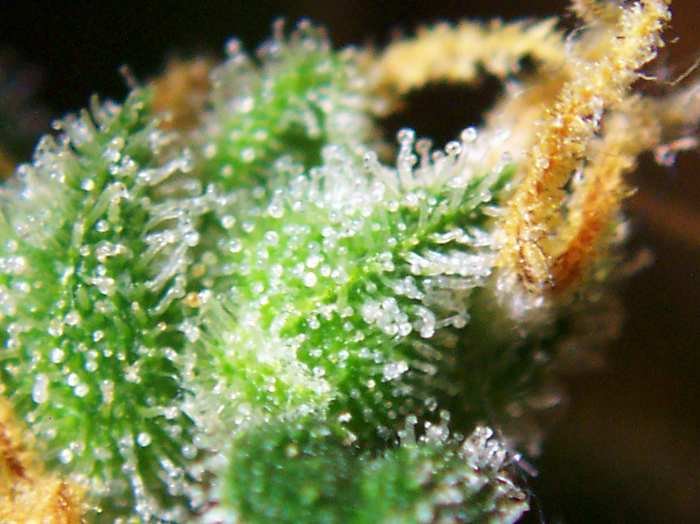
زهور القنب الهندي المؤنثة.

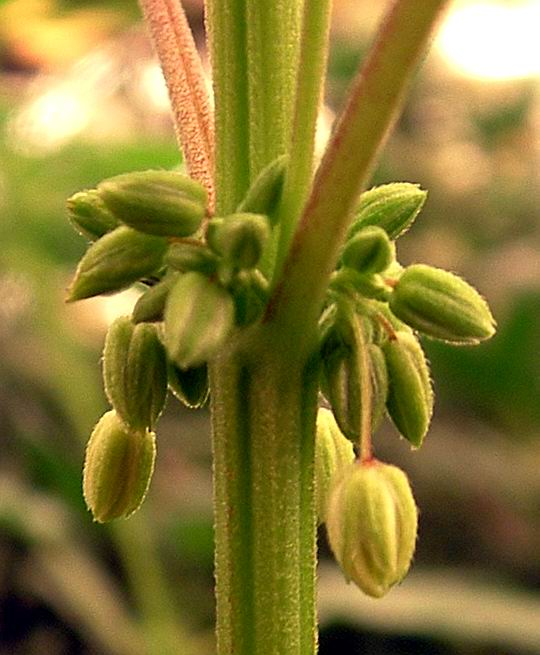
زهور القنب الهندي المذكرة.

القِنَّب أو القِنَّب الهندي (بالإنجليزية: Cannabis) نبات علاجي له تأثير مخدر من جنس كاسيات البذور من عائلة قنبية. هناك ثلاث أجناس معروفة للنبتة، قنب مزروع والقنب الهندي المخدر، والقنب البري المصغر. الجنس هو نوع واطن يأتي من آسيا الوسطى وشبه قارة الهند.
الحالة العشبية للنبات تتألف من الزهور المجففة الناضجة والأوراق المقابلة (بالإنجليزية: pistillate) (براعم النباتات المؤنثة المزهرة).

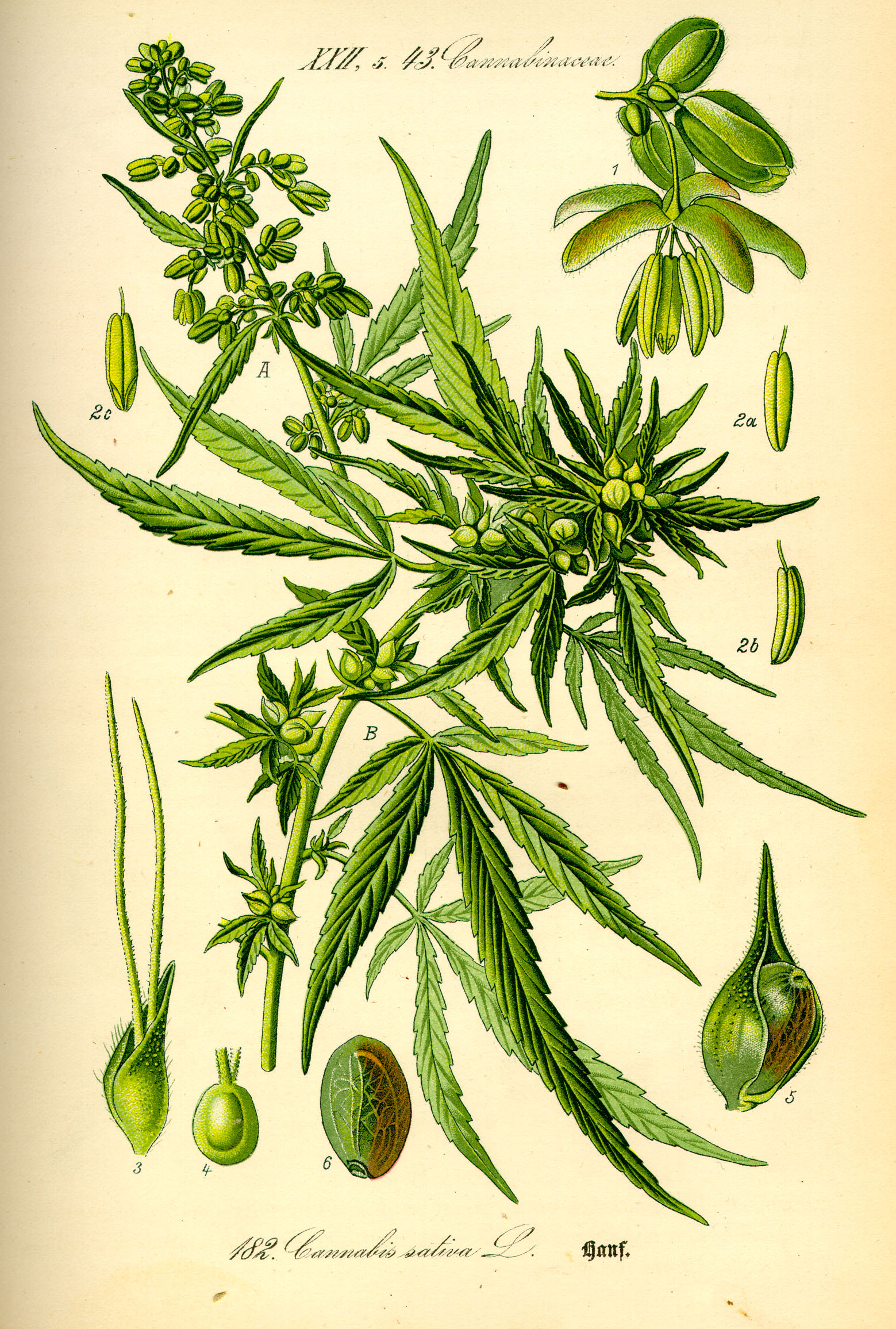
لب القنب

الصورة المصنعة منه معروفة باسم الحشيش، ويتكون أساساً من غدد الزغب (بالإنجليزية: glandular trichomes) التي يتم جمعها من نفس المواد النباتية.
المادة الفعالة الرئيسية في القنب هي المركب الكيميائي العضوي الذك، أو رباعي هيدرو كانابينول Δ9-tetrahydrocannabinol (delta-9-en:tetrahydrocannabinol), والمعروف ب THC والذي تقوم النبتة بانشائه في أحد اجزائها عن طريق احداث تفاعل مواد معينة مع مادة olivetol حتى تقوم النبتة بانتاج THC. ويحتوي أيضا على نسب متفواتة من مادة السيبيدة، أو كانيبيديول (en:CBD/Cannabidiol).

## الفرق بين نِتاج نبات القنب الهندي
| النوع      | الوصف                                                                                         | رباعي هيدرو كانابينول (THC) |
| ---------- | --------------------------------------------------------------------------------------------- | --------------------------- |
| ماريغوانا  | خليط من الأوراق الجافة ورؤوس الأزهار من نبات القنب الهندي                                     | THC 3%                      |
| بانجو      | خليط من الأوراق والأزهار والسيقان                                                             | THC 5-7%                    |
| حشيش       | المادة الصمغية أو الراتنج التي تستخرج من أطراف النبتة المزهرة                                 | THC 5 – 15%                 |
| زيت الحشيش | عصير أجزاء نبات القنب ثم تضاف إليه مادة مذيبة ثم يسخن فيتحول إلى سائل كثيف لزج هو زيت الحشيش. | THC 20 -60%                 |

## معرض الصور

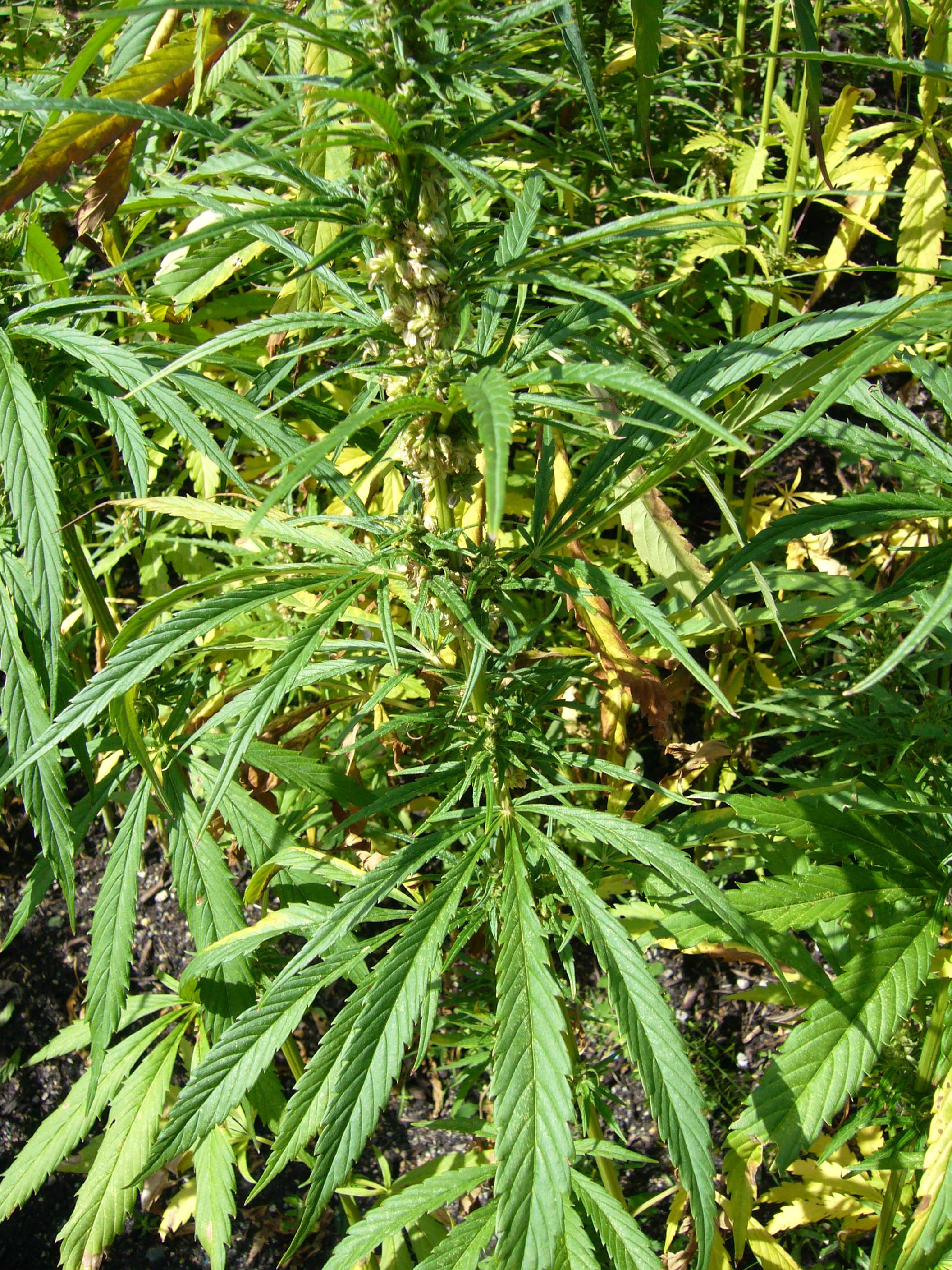
نبات القنب الهندي
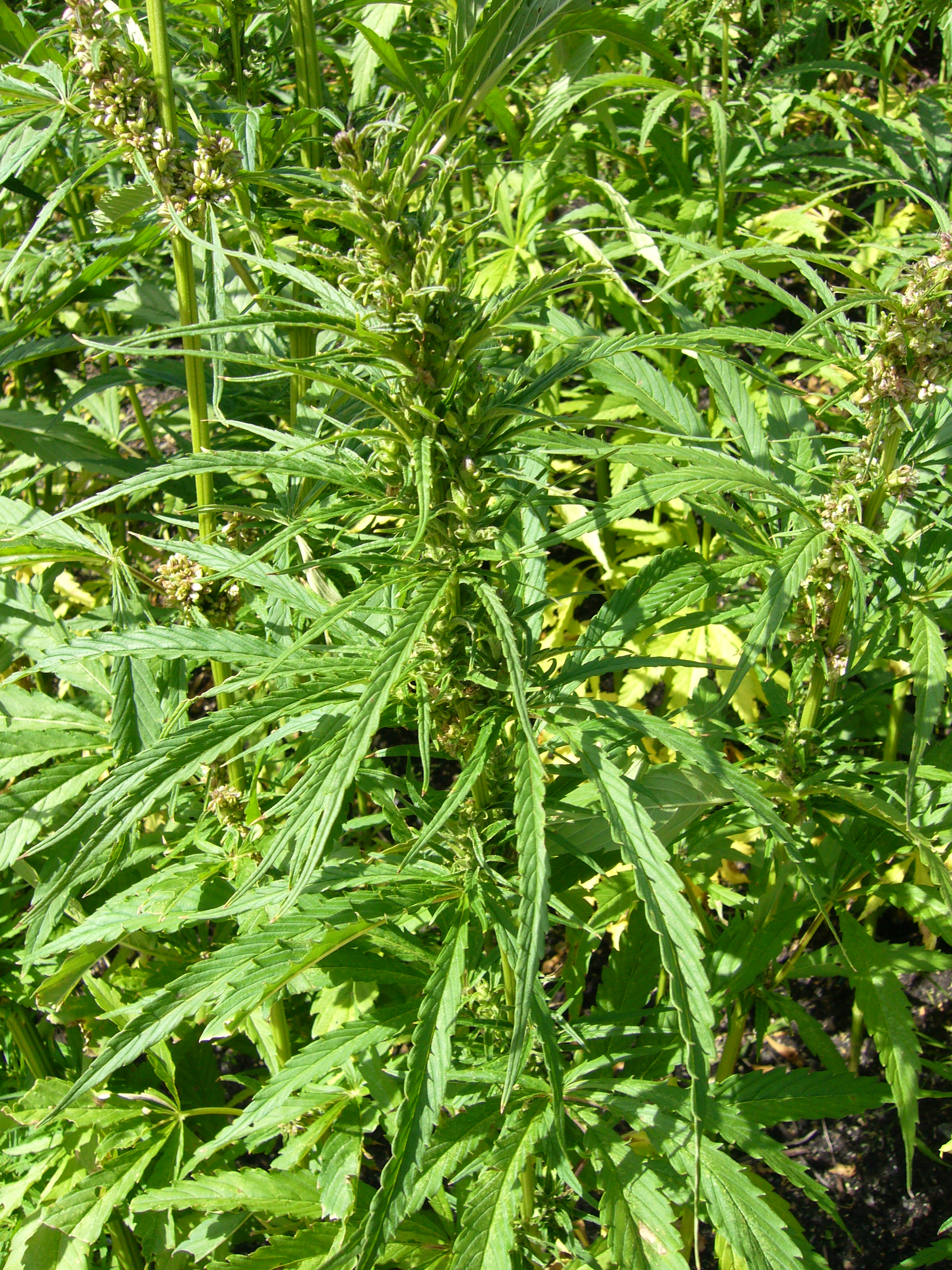
نبات القنب الهندي
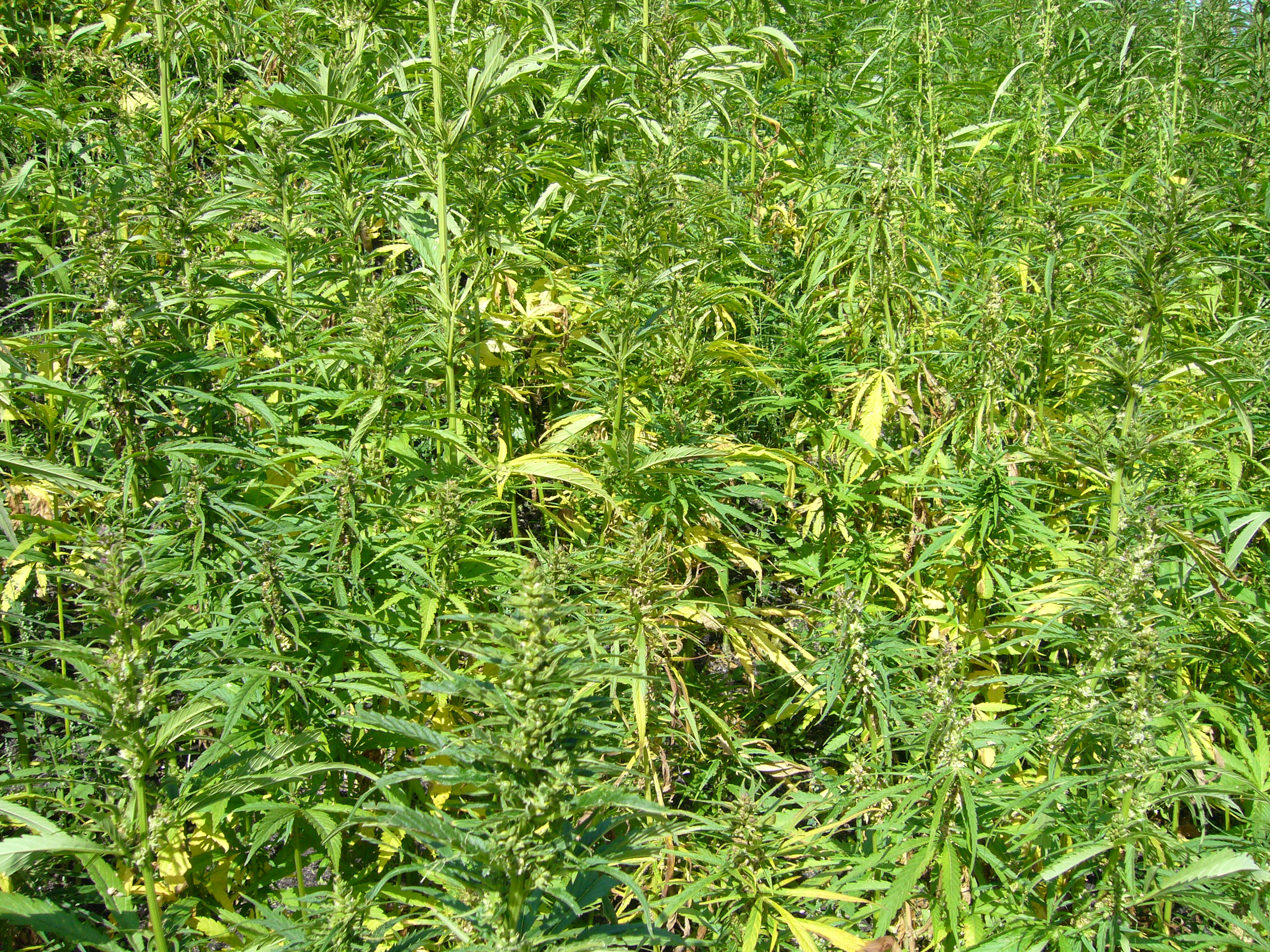
نبات القنب الهندي
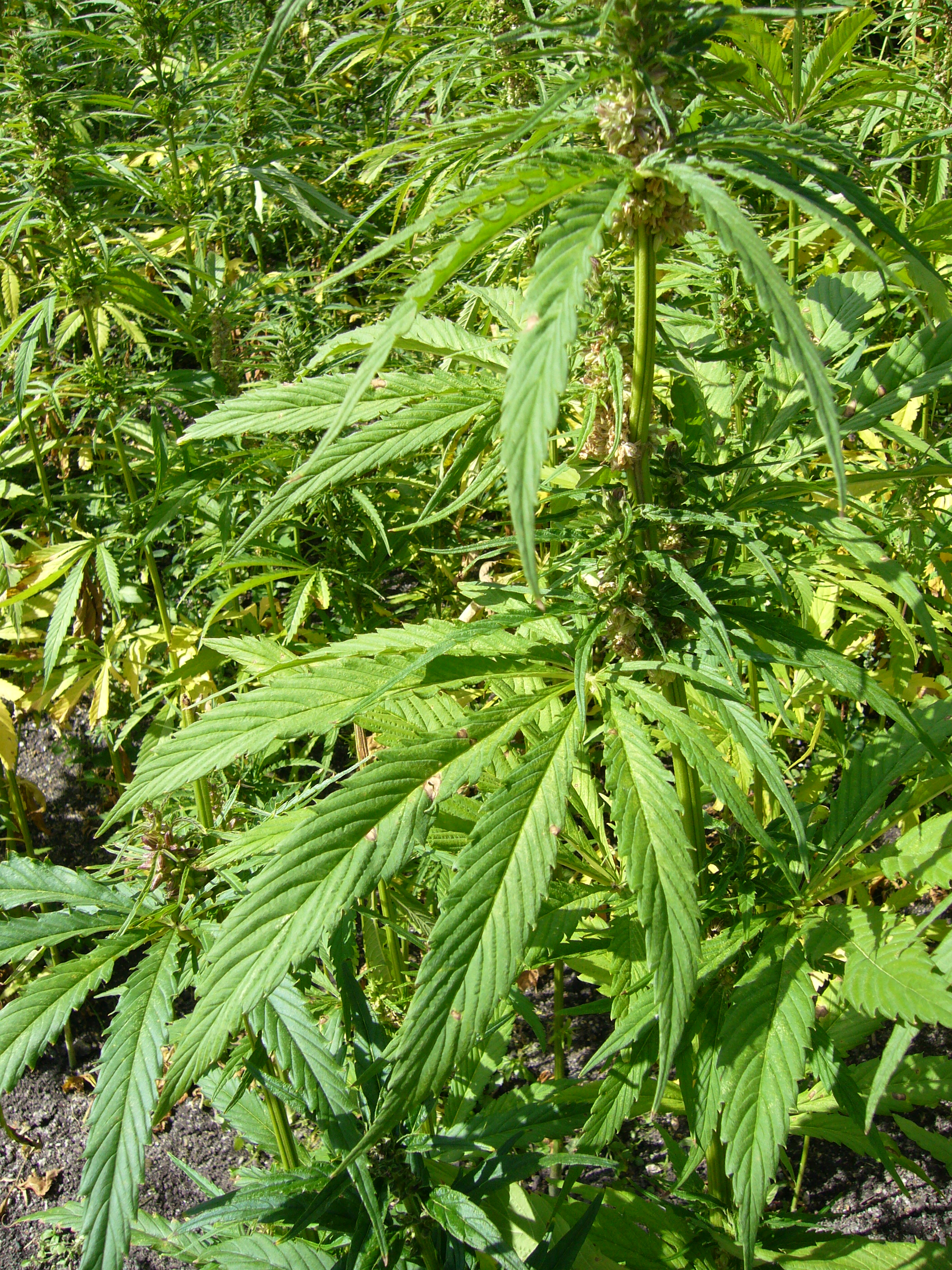
نبات القنب الهندي